# Alexandra Malloy
Alexandra Lindsay Malloy (Dallas, 16 aprile 1994) è una pallavolista statunitense, di ruolo opposto.

## Biografia
Figlia di Bob e Jennifer Malloy, nasce a Dallas, in Texas. Suo padre giocava a baseball alla Virginia e in seguito come professionista nella MLB coi Texas Rangers. Ha una sorella maggiore di nome Taylor.

## Carriera

### Club
La carriera di Alexandra Malloy inizia nei tornei scolastici texani, giocando per la Lovejoy HS. Dopo il diploma partecipa alla NCAA Division I con tre programmi diversi: nel 2012 infatti difende i colori della Iowa State, in seguito si trasferisce alla Baylor, dove gioca dal 2013 al 2014, concludendo la propria eleggibilità sportiva nel 2016 con la Nebraska.
Nella stagione 2017-18 firma il suo primo contratto professionistico in Germania, difendendo i colori del Suhl in 1. Bundesliga. Gioca invece in Finlandia nella stagione seguente, ingaggiata dal Nurmon Jymy.
Nel campionato 2019-20 approda in Spagna, dove disputa la Superliga Femenina de Voleibol con l'Alcobendas, dove resta anche nel campionato seguente, in cui si aggiudica la Coppa della Regina. Nella stagione 2021-22 gioca fino a dicembre in Ungheria, partecipando alla Nemzeti Bajnokság I col Vasas.

### Nazionale
Fa parte della nazionale Under-18 statunitense, vincendo la medaglia d'oro al campionato nordamericano 2010.

## Palmarès

### Club
- Coppa della Regina: 1

2020-21

### Nazionale (competizioni minori)
- Campionato nordamericano Under-18 2010

### Premi individuali
- 2016 - NCAA Division I: Lincoln Regional All-Tournament Team